# 三浦仁
三浦 仁（みうら ひとし、1935年1月21日 - ）は、日本近代文学研究者。山梨県立女子短期大学教授を歴任。

## 経歴
茨城県生まれ。東京教育大学国文科卒、1966年同大学院博士課程単位修得。山梨県立女子短期大学国文科教授を務めた。

## 著書
- 『研究露風・犀星の抒情詩』秋山書店 1978
- 『詩の継承 『新体詩抄』から朔太郎まで』おうふう 1998
- 『室生犀星 詩業と鑑賞』おうふう 2005

### 共著編
- 『近代詩 詩と詩論』角田敏郎,飛高隆夫共著 東京堂出版 1970
- 『日本近代詩作品年表 明治篇』編 秋山書店 1984
- 『日本近代詩作品年表 大正篇』編 秋山書店 1985
- 『日本近代詩作品年表 昭和篇』編 秋山書店 1986